# Platynocephalus miyashitai
Platynocephalus miyashitai är en skalbaggsart som beskrevs av Delpont 1995. Platynocephalus miyashitai ingår i släktet Platynocephalus och familjen Cetoniidae. Utöver nominatformen finns också underarten P. m. loikawensis.